# Bikonta
Bikonta er en fylogenetisk gruppe indenfor Eukaryoterne. Bikonta er kendetegnet ved celler med to flageller(pisketråde). Gruppen omfatter alle planter, alle alger samt en række encellede organismer. I en populær forsimpling omtales gruppen som bestående af "planter og plantelignende" organismer, hvilket for så vidt er rigtigt. Men her skal man være opmærksom på at Svampe ikke hører til Bikonta selvom de af mange opfattes som "planteagtige" – svampene hører i stedet til søstergruppen unikonta (eller mere præcist Opisthokonta, Eukaryoter hvor cellerne (oprindeligt) havde en flagel) og er således nærmere beslægtet med Dyr end med planter.
Planter og mange andre bikonter er autotrofe mens dyr og svampe er heterotrofe.
Et andet fælles træk indenfor bikonta er at generne for protetinerne TS og DHFR er fusioneret til ét gen der koder et enkelt protein med 2 funktioner. Hos unikonta oversættes disse gener separat.

## Undergrupper
- Rhizaria – (Encellede) Cercozoa, Foraminifera, Radiolaria
- Chromalveolata
  - Alveolata – mikroskopiske organismer herunder ciliater og dinoflagellater
  - Chromista
    - Haptophyta – mikroskopiske ikke-grønne alger
    - Cryptophyta – mikroskopiske ikke-grønne alger
    - Stramenopila – brunalger, gulalger, gulgrønalger, kiselalger m.fl.
- Archaeplastida
  - Rødalger (Rhodophyta)
  - Glaucophyta – mikroskopiske grønne alger
  - Planter (Plantae eller Viridiplantae eller Chloroplastidae)